# 上拉姆施塔特
上拉姆施塔特（德語：Ober-Ramstadt，發音：[ˈoːbɐ ˈʁamʃtat]）是德国黑森州达姆施塔特行政区达姆施塔特-迪堡县的城市，位于莫道河畔，与下拉姆施塔特相邻，面积41.88平方千米，2023年12月31日人口为15,313人。